# NGC 370
NGC 370 је тројна звезда у сазвежђу Рибе која се налази на NGC листи објеката дубоког неба.
Деклинација објекта је + 32° 25' 45" а ректасцензија 1h 6m 44,6s. Привидна величина (магнитуда) објекта NGC 370 износи 13,8. NGC 370 је још познат и под ознакама NGC 372.